# Marshall Brown
Marshall Richard Brown (Framingham, 21 december 1920 – New York, 13 december 1983) was een Amerikaanse jazztrombonist, muziekpedagoog, songwriter en orkestleider.

## Biografie
Marshall Browns vader was een vaudeville-artiest, die optrad als goochelaar en zijn moeder speelde in stomme film-theaters piano. Op 9-jarige leeftijd begon hij als autodidact gitaar te spelen en op 16-jarige leeftijd wisselde hij naar de ventieltrombone. Hij voltooide in 1949 zijn studie cum laude aan de New York University en verwierf in 1953 de Master of Arts aan de Columbia University.
Als tijdens de studie werkte hij met eigen formaties en leidde hij in 1949/1951 de schoolband aan de East Rockaway Highschool. Terwijl hij doceerde aan de Farmingdale Highschool op Long Island, organiseerde hij een dansband, waarmee hij samen met Gerry Mulligans kwartet optrad tijdens een benefietconcert voor slachtoffers van de Hongaarse Opstand in 1956. In 1957 presenteerde Brown de schoolband succesvol tijdens het Newport Jazz Festival. Hij werd daarna lid van de festival-organisatie en kreeg de opdracht om met George Wein naar Europa te reizen en daar leden voor een internationaal bezette jeugdband te vinden. Deze International Youth Band debuteerde daarna in 1958 tijdens de Expo 58 in Brussel en trad daarna op in Newport. Brown werkte tot 1960 verder met de verschillende edities van de International Youth Band, waarin o.a. Michael Abene, Ronnie Cuber, Gil Cuppini, Eddie Daniels, Eddie Gomez, Dusko Goykovich, George Gruntz, Roger Guérin, Ruud Jacobs, Erich Kleinschuster, Albert Mangelsdorff, Jimmy Owens, Joseph Orange, Gábor Szabó en Jan Wróblewski speelden. Concertopnamen van de band verschenen bij Columbia Records en Decca Records.
Tijdens de jaren 1960 was Brown verder werkzaam als muziekpedagoog. Tot zijn leerlingen behoorde ook de drummer Lou Grassi. Bovendien speelde hij in het sextet van Ruby Braff (1960/61), Pee Wee Russell (1961/1962 en weer in 1965), Bobby Hackett (1964), Eddie Condon (1966/67) en Roy Eldridge (1968–70). Van 1971 tot 1974 behoorde hij tot de band van Lee Konitz, aan wiens album The Lee Konitz Duets hij al in 1967 had meegewerkt en ook te horen was als eufoniumspeler. In 1972 trad hij met hem op in Newport.
Tijdens de jaren 1950 was Brown ook werkzaam als songwriter van nummers als Seven Lonely Days, The Banjos Back in Town en Tout au Bout de la Semaine in Frankrijk.

## Overlijden
Marshall Brown overleed in december 1983 op bijna 63-jarige leeftijd.